# Anaxipha incompta
Anaxipha incompta är en insektsart som först beskrevs av Walker, F. 1869.  Anaxipha incompta ingår i släktet Anaxipha och familjen syrsor. Inga underarter finns listade i Catalogue of Life.